# RSR Walfer
RSR Walfer est un club luxembourgeois de volley-ball fondé en 1966 et basé à Walferdange, évoluant pour la saison 2019-2020 en Novotel Ligue Dames. 

## Historique
Avec la fusion de trois clubs Rollingergrund, VC Smash 03 et Résidence Walferdange, RSR Walfer a été fondée en 1966.

## Palmarès
- Championnat du Luxembourg[3]
  - Vainqueur : 2011, 2014, 2015[4]2017, 2018, 2019[5]
  - Finaliste : 2013.
- Coupe du Luxembourg[3]
  - Vainqueur : 2013, 2015, 2017[6]2018[7]2019[8]
  - Finaliste : 2011, 2012, 2014.
- Supercoupe du Luxembourg
  - Vainqueur : 2018[9]2019[10]

## Effectifs

### Saison 2020-2021
| No                                       | Nom                                      | Date de naissance                        | Taille                         | Poids                          | Poste                          |
| ---------------------------------------- | ---------------------------------------- | ---------------------------------------- | ------------------------------ | ------------------------------ | ------------------------------ |
| 1                                        | Kelsey Chambers                          | 18 avril 1994                            | 175                            |                                | Attaquante                     |
| 2                                        | Katie Cannon                             | 4 avril 1994                             | 181                            | 74                             | Réceptionneuse-attaquante      |
| 3                                        | Betty Hoffmann                           | 11 janvier 1996                          | 178                            | 68                             | Réceptionneuse-attaquante      |
| 4                                        | Hana Čuboňová                            | 10 janvier 1994                          | 182                            | 65                             | Attaquante                     |
| 5                                        | Marie-Lou Bollendorff                    | 30 novembre 2000                         | 180                            | 62                             | Centrale                       |
| 6                                        | Nathalie Braas                           | 18 mars 1994                             | 175                            | 55                             | Passeuse                       |
| 7                                        | Noa Reiland                              | 1er septembre 2001                       | 175                            |                                | Attaquante                     |
| 8                                        | Martina Fraschetti                       | 28 juillet 2003                          | 181                            |                                | Centrale                       |
| 9                                        | Liz Beffort                              | 21 juin 1999                             | 183                            | 70                             | Attaquante                     |
| 10                                       | Katrina Reuter                           | 30 août 1993                             | 180                            | 64                             | Centrale                       |
| 11                                       | Charlotte Lassine                        | 4 avril 2003                             | 172                            | 56                             | Passeuse                       |
| 12                                       | Caroline Martin                          | 6 mai 1997                               | 165                            | 50                             | Libero                         |
| 15                                       | Liz Alliaume                             | 15 novembre 1992                         | 175                            | 48                             | Centrale                       |
| 16                                       | Maryse Welsch                            | 3 février 1991                           | 170                            | 54                             | Libero                         |
| 17                                       | Anna Vosahlo                             | 7 octobre 1999                           | 181                            | 69                             | Centrale                       |
|                                          |                                          |                                          |                                |                                |                                |
| Encadrement technique                    | Encadrement technique                    |                                          | Légende                        | Légende                        | Légende                        |
| Entraîneur : Ben Angelsberg              | Entraîneur : Ben Angelsberg              | Entraîneur : Ben Angelsberg              | : Capitaine                    | : Capitaine                    | : Capitaine                    |
| Entraîneur(s) adjoint(s) : Raoul Jungers | Entraîneur(s) adjoint(s) : Raoul Jungers | Entraîneur(s) adjoint(s) : Raoul Jungers | : Joueuse blessée actuellement | : Joueuse blessée actuellement | : Joueuse blessée actuellement |